# Benedikt Schlömicher

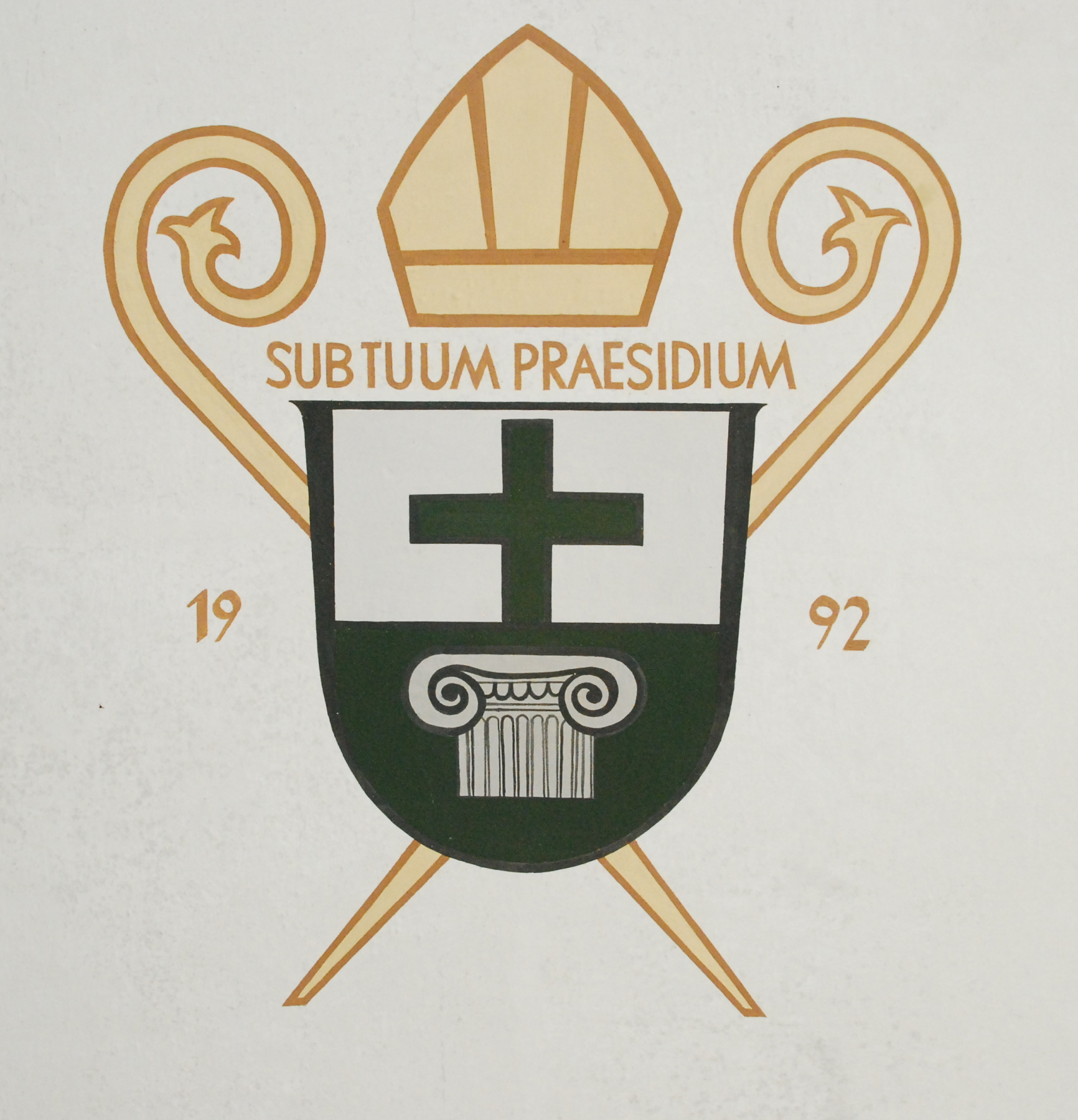
Wappen von Abt Benedikt an der Kirche in Wildalpen

Benedikt Schlömicher OSB (* 15. Jänner 1930 in Mitterndorf, Steiermark; † 14. Dezember 2005 im Ortsteil Frauenberg von Ardning, Steiermark) war Benediktiner und 66. Abt des Benediktinerstiftes Admont in der Steiermark.

## Leben
Karl Schlömicher besuchte das Stiftsgymnasium von Admont und trat 1948 unter Abt Bonifaz Zölß ins Kloster ein; er erhielt den Namen des Ordensgründers „Benedikt“. Seine Studien absolvierte er in Salzburg und Rom mit dem Abschluss Mag. Phil. bzw. in Graz (Lehramt Latein und Griechisch). 1952 legte er die Ewige Profess ab, 1954 empfing er die Priesterweihe. Sein seelsorglicher Dienst führte ihn in die stiftischen Pfarren Weng und Hall sowie nach Kleinsölk. Im Kloster selbst wurde er Professor am Gymnasium und von Abt Koloman Holzinger zum Subprior und später zum Prior ernannt. Von 1969 bis 1980 war P. Benedikt zugleich auch Direktor des Stiftsgymnasiums.
Nach dem plötzlichen Tod von Abt Koloman Holzinger 1978 wählten die Mönche der Abtei Admont P. Benedikt zu ihrem Abt. Dieses Amt übte er 18 Jahre lang aus.
Er war Ehrenbürger von Norcia (Italien), Wildalpen, Trieben und Hohentauern, sowie Ehrenringträger von Admont. Ihm wurde auch das Große Goldene Ehrenzeichen des Landes Steiermark verliehen.
1996 legte er das Abtamt aus gesundheitlichen Gründen zurück und verstarb schließlich 2005 im Seniorenheim des Klosters Admont bei der Wallfahrtskirche Frauenberg an der Enns, in deren Gruft er auch beigesetzt ist.